# اوفک-۳

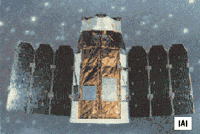

اوفک-۳ (در عبری: אופק ۳ - معنای فارسی: افق-۳) نام سومین نسل از ماهواره‌های اطلاعاتی نیروهای دفاعی اسرائیل به نام اوفک است که توسط سازمان تحقیقات فضائی اسرائیل در ۱۹۹۵ با موفقیت به فضا پرتاب شد.